# Rein (artist)
Joanna Marie Reinikainen, känd under artistnamnet Rein, född 13 april 1990 i Solna församling, Stockholms län, är en svensk EBM-artist. 
Rein är dotter till Paul Rein och Marie Rein och halvsyster till Sebastian Ingrosso. Hon skivdebuterade i januari 2016 med den självbetitlade EP:n "Rein". Hon nominerades till Årets Nykomling och Årets Dans på P3 Guld. Hon uppträdde också på den direktsända galan med sin låt "I Don´t Get Anything But Shit From You". Hennes turné 2016 innefattade spelningar på Storsjöyran, Emmabodafestivalen och Umeå Open.
År 2017 gav Rein ut sin andra EP, "Freedoom".